# Ágoston György (pedagógus)
Ágoston György (Pécs, 1920. április 7. – Budaörs, 2012. szeptember 12.) magyar pedagógus, egyetemi tanár.

## Élete
Ritscher György néven született, katolizált zsidó családból. Testvére volt Ágoston László (1923–1987) filozófus. Középiskoláit Nagykanizsán a piarista gimnáziumban végezte. – Felsőfokú tanulmányokat a pécsi Erzsébet Tudományegyetemen és a szegedi Horthy Miklós Tudományegyetemen folytatott; latin-francia szakos középiskolai tanári oklevelet Szegeden szerzett (1943). A piaristák szegedi Szent József internátusában nevelőtanár volt (1941–1943). Katonai munkaszolgálatra Hódmezővásárhelyre vonult be és onnan Dél-Erdélybe vitték (1943 közepe‒1944). 1945 júliusában házasságot kötött Kondor István és Rosenfeld Gabriella lányával, Ibolya Edittel.
A Vörös Hadsereg által elfoglalt Debrecenben nagyon aktívan kapcsolódott be az Ideiglenes Nemzetgyűlés körül szerveződött politikába. A Magyar Kommunista Párt tagja lett, és az 1945. február 2-án megalakult Pedagógusok Szabad Szakszervezete vezetői közt  volt. Itt, majd később Szegeden, az iskolai államosítás gyakorlati megvalósításában jelentős szerepet vállalt. Vezetőtanárnak nevezték ki a Debreceni Egyetem egyik gyakorlógimnáziumába, a Fazekas Mihály Gimnáziumba (1945–1946). Oktatott az egyetem Középiskolai Tanárképző Intézetében is (1949–1952). Egyetemi doktori fokozatot (filozófia, esettanulmány, szociológia) szerzett a Debreceni Egyetemen (1948).
1949-ben került vissza Szegedre, ahol a Polgári Iskolai Tanárképző Intézetből átszervezett, 1947 őszén megnyíló Pedagógiai Főiskolán oktató, majd igazgató lett (1949–1952). A Magyar Tudományos Akadémia 1949. december 20-án befejezett szocialista államosítását követően megalakult a Tudományos Minősítő Bizottság (TMB). (1951. augusztus 31. – 26/1951. sz. tvr.) A megszerveződött Bizottság eljárásának megfelelően neveléstudományból kandidátusi fokozatot szerzett. Kandidátusi disszertációját a közösségi nevelés és az úttörőmozgalom témaköréből írta, s védte meg (1952). A budapesti Eötvös Loránd Tudományegyetem tanszékvezető docensi feladatai mellett (1952–1959), a magyarországi pedagógiai–közoktatási életet jelentősen befolyásoló vezető egyéniség volt (1952–1956). 1957. január 18-ig – annak megszűnéséig – vezette a Magyar Tudományos Akadémia Pedagógiai Főbizottságát.
1956 első felében, júniusában komoly bírálatok érték a Pedagógiai Főbizottság munkáját, személy szerint Ágoston Györgyöt is. Hasonlóan vita volt és kritikák hangzottak el az 1956. október 1–6. között megrendezett Balatonfüredi Pedagógus Konferencia napjaiban az 1950-es évek első felének magyarországi pedagógiájáról, közoktatás-politikai sajátosságairól. A Konferencián Ágoston György nem volt jelen.
Az 1957. január 18-án megalakult a Magyar Tudományos Akadémia Pedagógiai Bizottsága. A Bizottság tagjai közé került mint egyetemi pedagógiai tanszékvezető Ágoston György is. 1959-ben a szegedi József Attila Tudományegyetem Neveléstudományi és Lélektani Intézetének intézetvezető egyetemi docense, ahol 1961. augusztus 1-jétől tanszékvezető egyetemi professzor lett. Az 1960-as évek elején megszervezte a Tudományos Ismeretterjesztő Társulat (TIT) megyei szakosztályának elnökeként a szegedi Pedagógiai Nyári Egyetemet. A neveléstudományok akadémiai nagy doktora tudományos fokozatot életműve – neveléselméleti tanulmányai, munkássága – alapján kapott (1972).
1970-től a szegedi József Attila Tudományegyetemen a Pszichológiai Tanszék önálló egyetemi szervezeti egységgé vált Duró Lajos vezetésével, a továbbiakban Ágoston György az önálló Pedagógiai Tanszéken volt tanszékvezető az 1985/86-os egyetemi tanév végéig. Ám az 1987/88-as egyetemi tanévben megszervezésre került Pedagógia–Pszichológia Tanszékcsoport vezetője ismét Ágoston György lett. A szegedi József Attila Tudományegyetem Pedagógiai Tanszéke professzoraként 1990. január 1-jén ment nyugdíjba.

## Művei (válogatás)
- A kommunista nevelés fogalma és szerepe a szocializmus építésében – Budapest, Akadémiai Kiadó, 1952. [!1953.] (Klny.)[3]
- A közösségi nevelés és az úttörőmozgalom – Budapest, Tankönyvkiadó, 1952, 158 p. (Szocialista nevelés könyvtára 53.)
- Az ifjúsági szervezetek munkája az iskolában – Budapest, Tankönyvkiadó, 1952, 95 p. (A szakköri munka kérdései)
- A pedagógia általános alapjai 2. rész – Budapest, Felsőoktatási Jegyzetellátó, 1956, 42 p. (Egyetemi jegyzet)
- A nevelés elméletének programja – Budapest, Akadémiai Kiadó, 1958. (Klny)[4]
- Pedagógia 1. – A nevelés elmélete 1. rész – Budapest, Tankönyvkiadó, 1959, 243 p. (Egységes egyetemi jegyzet)[5]
- Pedagógia 2. – A nevelés elmélete 2. rész – Budapest, Tankönyvkiadó, 1964, 174 p. (társszerző: Jausz Béla, egységes egyetemi jegyzet)
- A kommunista erkölcs tartalma és az erkölcsi nevelés feladatai – Budapest, Tankönyvkiadó, 1961, 208 p.[6]
- A tudományos kutatómunkára nevelés lehetőségei a magyar felsőoktatási intézményekben – Szeged, József Attila Tudományegyetem, 1962, 37 p.
- Iskolapolitika – nevelés – Budapest, Tankönyvkiadó, 1964, 189 p. (Pedagógiai olvasmányok középiskolai tanárjelöltek számára – egységes egyetemi jegyzet)
- Az oktatás korszerűsítése, mint társadalmi szükséglet – Szeged, József Attila Tudományegyetem, 1966.[7]
- A Langevin–Wallon tervezet – Fordította, bevezetéssel és jegyzetekkel ellátta: Ágoston György – Budapest, Tankönyvkiadó, 1966, 75 p. (A pedagógia időszerű kérdései külföldön)
- A gyermekek eszményképeinek vizsgálata – Szeged, József Attila Tudományegyetem, 1969, 19–35. p. (Klny.)[8]
- Neveléselmélet – Budapest, Tankönyvkiadó, 1970, 319 p. (Egyetemi tankönyv)[9]
- Méréses módszerek a pedagógiában – Budapest, Tankönyvkiadó, 1971, 371 p. (Társszerzők: Nagy József és Orosz Sándor)[10]
- Des formules de coopération gouvernement-université pour ľapplication ďun programme de recherche pédagogique – Szeged, József Attila Tudományegyetem, 1971.[11]
- Beziehungen zwischen Mittelschulunterricht und Hochschulstudium in Ungarn – Szeged, József Attila Tudományegyetem, 1972.[12]
- An experiment to transform the structure of secondary school education – Szeged, József Attila Tudományegyetem, 1974.[13]
- Honvédelmi nevelés feladatai az iskolai oktató-nevelőmunka során – Budapest, Tankönyvkiadó, 1974, 75 p. (Egységes egyetemi jegyzet utánnyomása)
- A pedagógia alapfogalmai és a nevelési célrendszer – Budapest, 1976, 181 p.
- A munkára nevelés – Szeged, József Attila Tudományegyetem, 1980.[14]
- Nevelés a tanórán kívül – Szeged, József Attila Tudományegyetem, 1981.[15]
- Francia: 3–4. osztály: szakosított tantervű általános iskola – Budapest, Tankönyvkiadó, 1984, (183 p. (Tankönyv, a társszerzők: Borsányi József, Gyurkovics Árpád, Zsoldos Vera)[16] – ISBN 963-17-7969-6
- Az osztrák iskolaügy alakulása: 1962–1982. – Budapest, Tankönyvkiadó, 1987, 147 p. (Pedagógiai Közlemények, 7.)[17] – ISBN 9631796841
- Középiskolai fejlesztés, koncepciók, kísérletek – Szeged, József Attila Tudományegyetem Kiadó, 1989, 251 p.[18] – ISBN 963-481-822-6
- Felméri Lajos – Budapest, Országos Pedagógiai Könyvtár és Múzeum, 1993, 110 p. (Magyar pedagógusok sorozat) – ISBN 963-7644-04-0
- Az egyetemi tanárképzés dilemmái az 1930-as években Archiválva 2016. március 4-i dátummal a Wayback Machine-ben – (a tudományos képzés és szakképzés kérdései az 1936-os felsőoktatási kongresszuson) – Magyar Pedagógia, 97. évf., 1997, 2. szám 137–151. o. – Hozzáférés ideje: 2011. május 10. 22:33

### Szerkesztés
- I. A. Kairov (szerk.): Pedagógia – fordította: Gallyas Ferenc – Budapest, Tankönyvkiadó, 1953, 592 p. (Egységes egyetemi tankönyv)[19]
- Bjelinszkij válogatott pedagógiai művei – fordította: Pataki Szilveszter – Budapest, Akadémiai Kiadó, 1953, 300 p.
- A pedagógia általános alapjai – Budapest, Felsőoktatási Jegyzetellátó, 1953, 36 p. (Kézirat; összeállította: Pedagógiai Tanszék előadói munkaközössége)
- Részletek Anton Szemjonovics Makarenko műveiből – Budapest, Eötvös Loránd Tudományegyetem Bölcsészettudományi Kar, 1961, 194 p. (szerkesztette a Pedagógiai Tanszék munkaközössége Ágoston György vezetésével)
- A középiskolai tanárjelöltek pszichológiai és pedagógiai gyakorlatainak tapasztalatai – Szeged, József Attila Tudományegyetem, 1963, 43 p.[20]
- Standardizált készségmérő tesztek – Szeged, József Attila Tudományegyetem Pedagógia Tanszék, 1973–1976.[21]
- Permanens nevelés és pedagógusképzés – Fordította: Pordány László – Budapest, Felsőoktatási Pedagógiai Kutató Központ, 1974–1976.[22] – ISBN 963-401-033-4
- A tanulók irányító értékelése feladatbankok segítségével – Szeged, József Attila Tudományegyetem, 1977, 89 p.[23]
- A kísérleti gimnáziumi fakultatív képzés Csongrád megyei tapasztalatai – Szeged, József Attila Tudományegyetem, 1977, 1979.[24] – ISBN 963-481-135-3
- A Pedagógia Tanszék elvégzett és folyamatban lévő tudományos tevékenységéről – Szeged, József Attila Tudományegyetem, 1978.[25]
- Útmutató a szakközépiskolai tanulók felzárkóztatásához – Budapest, Országos Pedagógiai Intézet, 1980, 144 p.[26] – ISBN 963-681-117-2
- A József Attila Tudományegyetem Pedagógiai Tanszéke által irányított egységes alapú középiskolai kísérlet dokumentumanyaga, 1978–1983 – Szeged, József Attila Tudományegyetem, 1983, 513 p.[24] – ISBN 963-481-491-3
- Az iskolakísérletek egyes kutatásszervezési és kutatásmódszertani kérdései; Az egységes alapú középiskola modellje – Szeged, 1983, 249 p.[27]
- Magyar Pedagógia folyóirat[28]
- Review of Education (Hamburg)[29]
- Pedagógiai lexikon I–IV. – főszerkesztő: Nagy Sándor – Budapest, Akadémiai Kiadó, 1976–1979.[30] – ISBN 963-05-0850-8

## Tudományos tisztségek (válogatás)
- Magyar Tudományos Akadémia Pedagógiai Főbizottság – elnök (1952–1956)
- Magyar Tudományos Akadémia Pedagógiai Bizottság (1957–1990?)
- Tudományos Minősítő Bizottság Pedagógiai Albizottság (1963–1988?)
- UNESCO Magyar Nemzeti Bizottság tagja
- UNESCO Hamburgi Pedagógiai Intézet Igazgató Tanácsának tagja, majd alelnöke (1966–1974)

## Társasági tagság (válogatás)
- Magyar Pedagógiai Társaság

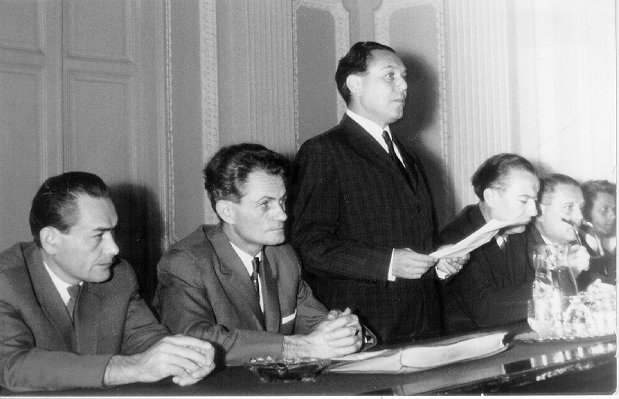
Ágoston György előadást tart a Szegedi Nyári Egyetemen, 1964

- Tudományos Ismeretterjesztő Társulat Csongrád megyei szakosztály
- Szegedi Pedagógiai Nyári Egyetem

## Díjak
- Köztársasági Érdemérem Ezüst Fokozata (1948)
- Oktatásügy Kiváló Dolgozója (1956)
- Haza Szolgálatáért Érdemérem Arany Fokozata (1968)
- Népköztársasági Érdemérem Arany Fokozata (1968)
- Népköztársasági Jubileumi Emlékérem (1970)
- Apáczai Csere János-díj (1982)
- Bugát Pál díj (1983)